# Barbora Krejčíková
Barbora Krejčíková, född 18 december 1995, är en tjeckisk tennisspelare.
Tillsammans med Kateřina Siniaková vann Krejčíková damdubbeln vid Franska öppna 2018 och Wimbledonmästerskapen 2018. Med Rajeev Ram vann hon mixed dubbeln vid Australiska öppna 2019 och hon försvarade titeln året efter tillsammans med Nikola Mektić.
Den 22 oktober 2018 blev Krejčíková och Kateřina Siniaková nya världsettor i dubbel för damer.
I Franska öppna 2021 tog hon sin första Grand Slam-titel i singel, efter att ha besegrat Anastasija Pavljutjenkova med siffrorna 6–1, 2–6, 6–4 i finalen. 2024 vann hon damklassen i Wimbledon.